# 胡夢泰
胡夢泰（？—1646年），字友蠡，號璧水，江西廣信府鉛山縣人，明朝、南明政治人物。

## 生平
天啟七年（1627年）丁卯科江西鄉試舉人，崇禎十年（1637年）中進士，授浙江奉化縣知縣，縣人戴澳出任順天府丞，其子依仗父勢不納賦稅，他依法拘捕；戴澳藉其他事情彈劾他，沈迅揭發戴澳陰謀令其入獄，於是他名聲大振。崇禎十六年（1643年）夏天，吏部推舉十名廉能官吏，當中包括他；崇禎帝考慮畿輔殘破，調任他到唐縣。
北京失陷後，胡夢泰南歸家鄉，黃道周出師時，他請求對方出師湖東，得隆武朝廷擢任兵科都給事中，奉使回歸協助守衛廣信，並傾盡家產招募士兵，計劃收復南直隸、浙江，與詹兆恒、周定礽守衛鉛山。他一登船分水關已經失守，知道事情不可為後進入延平。隆武二年（1646年）冬天，與妻子李氏服藥自殺；兒子胡龍存則跟隨他的朋友諸國昌逃走，不知所終。